# Герб Шотландії
Ге́рб Шотла́ндії — офіційний символ Шотландії. У золотому щиті червоний лев на задніх лапах із синім озброєнням. Довкола нього червона подвійна внутрішня облямівка з ліліями. Присутній на гербах всіх шотландських королів, поки, після Акту про союз 1707 року, не став частиною герба Великої Британії.

## Історія

ХІІ ст.-1558
1558-1559
1559-1560
1560-1565
1565-1603
1603-1649
1660-1689

1689-1694
1694-1702
Королівський герб Великої Британії та Шотландії (1707-1714)
Королівський герб Великої Британії та Шотландії (1714-1801)
Королівський герб Великої Британії та Шотландії (1801-1816)
Королівський герб Великої Британії та Шотландії (1816-1837)
Королівський герб Великої Британії та Шотландії (1837-1952)

## Зразки з гербовників

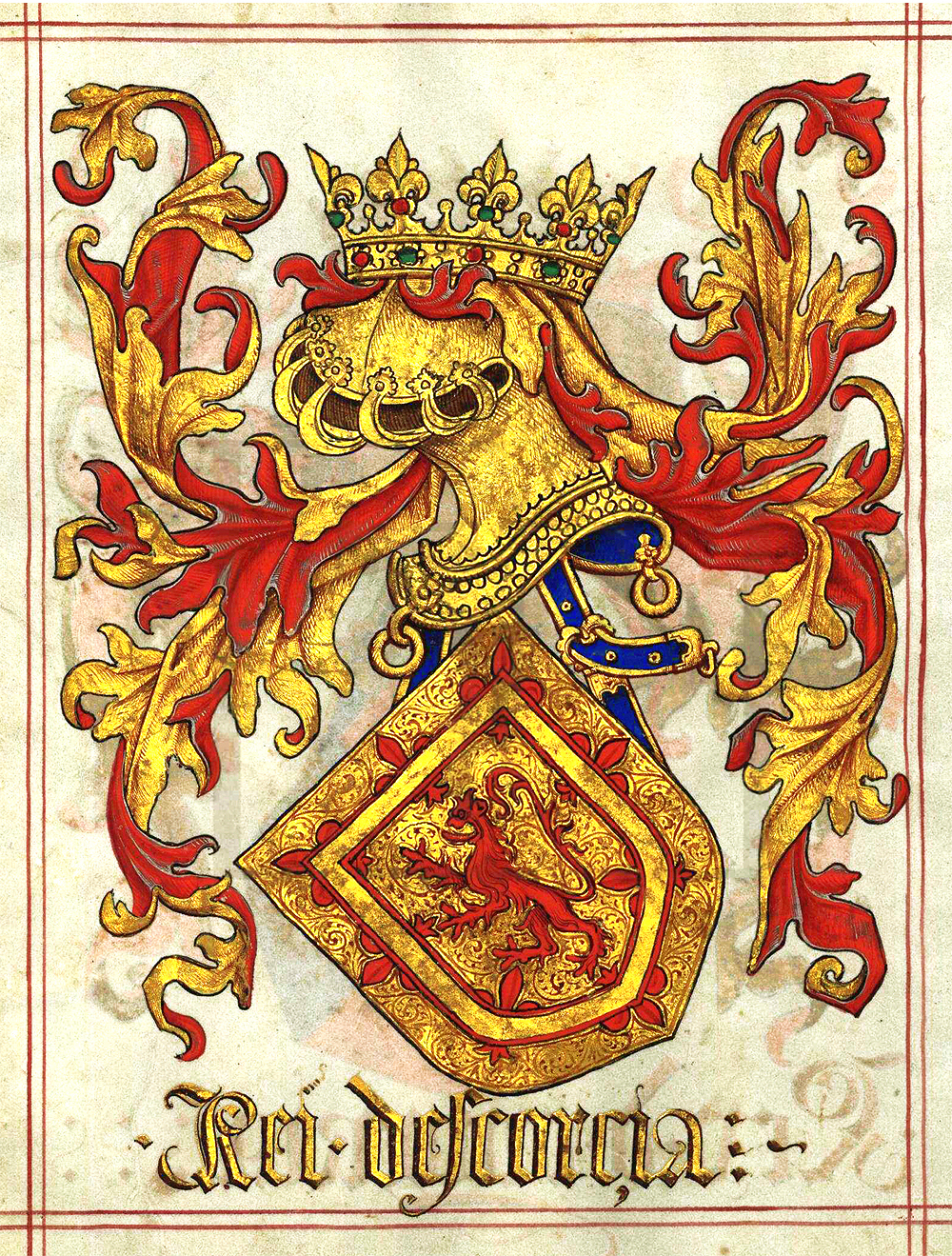
Герб короля Шотландії «Livro do Armeiro-Mor», 1509